# Alberto Bañuelos Fournier

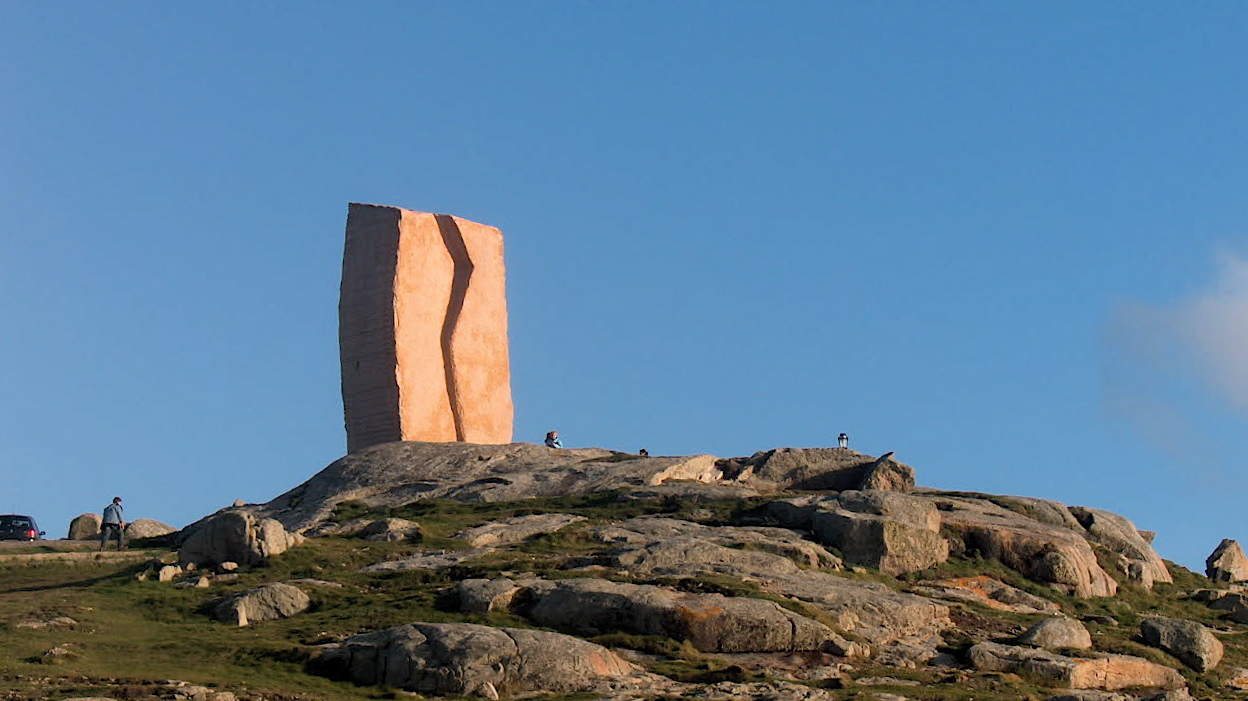
Monument A Ferida in Muxía

Alberto Bañuelos Fournier (Burgos, 1949) is een Spaanse schilder en beeldhouwer.

## Leven en werk
Bañuelos studeerde tot 1977 politieke wetenschappen en sociolologie aan de Universidad Complutense de Madrid in Madrid. Als kind vertoonde hij aanleg voor de schilderkunst en tijdens zijn studie volgde hij tekenonderricht. Na zijn studie koos hij voor het kunstenaarschap en werkte gedurende 1978 in de marmergroeve van Carrara in Italië. Hij begon een eigen atelier en werd als autodidact schilder en steenbeeldhouwer. Na verscheidene experimenten maakte hij in 1984 zijn eerste sculpturen in marmer, graniet en albast.
In 1984 hield Bañuelos zijn eerste expositie bij Galerie 24 in Madrid. In 2003 maakte hij een monument ter gelegenheid van de ramp met de olietanker Prestige in 2002. Het monument, A Ferida of La Herida bevindt zich aan de kust bij het Santuario de la Barca in Muxía.
Van september 2009 tot januari 2010 kreeg Alberto Bañuelos een overzichtstentoonstelling La Liturgia de las Piedras in het IVAM Centro Julio González in Valencia. Naast voltooide werken werden daar atelierstukken getoond, waardoor zijn arbeidsproces zichtbaar werd. Een van de geëxposeerde werken was het in 2009 voltooide Homenaje a Smithson, een hommage aan de Amerikaanse kunstenaar Robert Smithson.

## Werken in de openbare ruimte (selectie)
- 1990 Quilla No. 18, Plaza de Cataluña in Madrid
- 1990 Quilla No. 28, Jardines de la Diputación in Zaragoza
- 1990/91 Léon (Quilla No. 29) (basalt), Jardine de la estación de RENFE in León
- 1992 Puerta No. 3, Trois-Rivières (Canada)
- 1997 Monumento Fumerario (graniet), Cementerio de Burgos in Burgos
- 1997 Luna Cuarto Menguante (marmer) in Chauchung (China)
- 1997 S/T (marmer) op het eiland Fuerteventura
- 1998 Luna Nueva (marmer) in Ashdod (Israël)
- 2002 Monumento Antonio José (cortenstaal) in Burgos
- 2003 A Ferida (graniet) in Muxía
- 2007 Puente hacia el futuro, Escula de Obras Públicas van de Universidad Politécnica de Madrid in Madrid
- 2007 Puerta a Maqueda (graniet) in Torrijos
- 2007 Puerta al Camino (graniet), Jardines de la Ciudad de Burgos in Burgos

## Fotogalerij

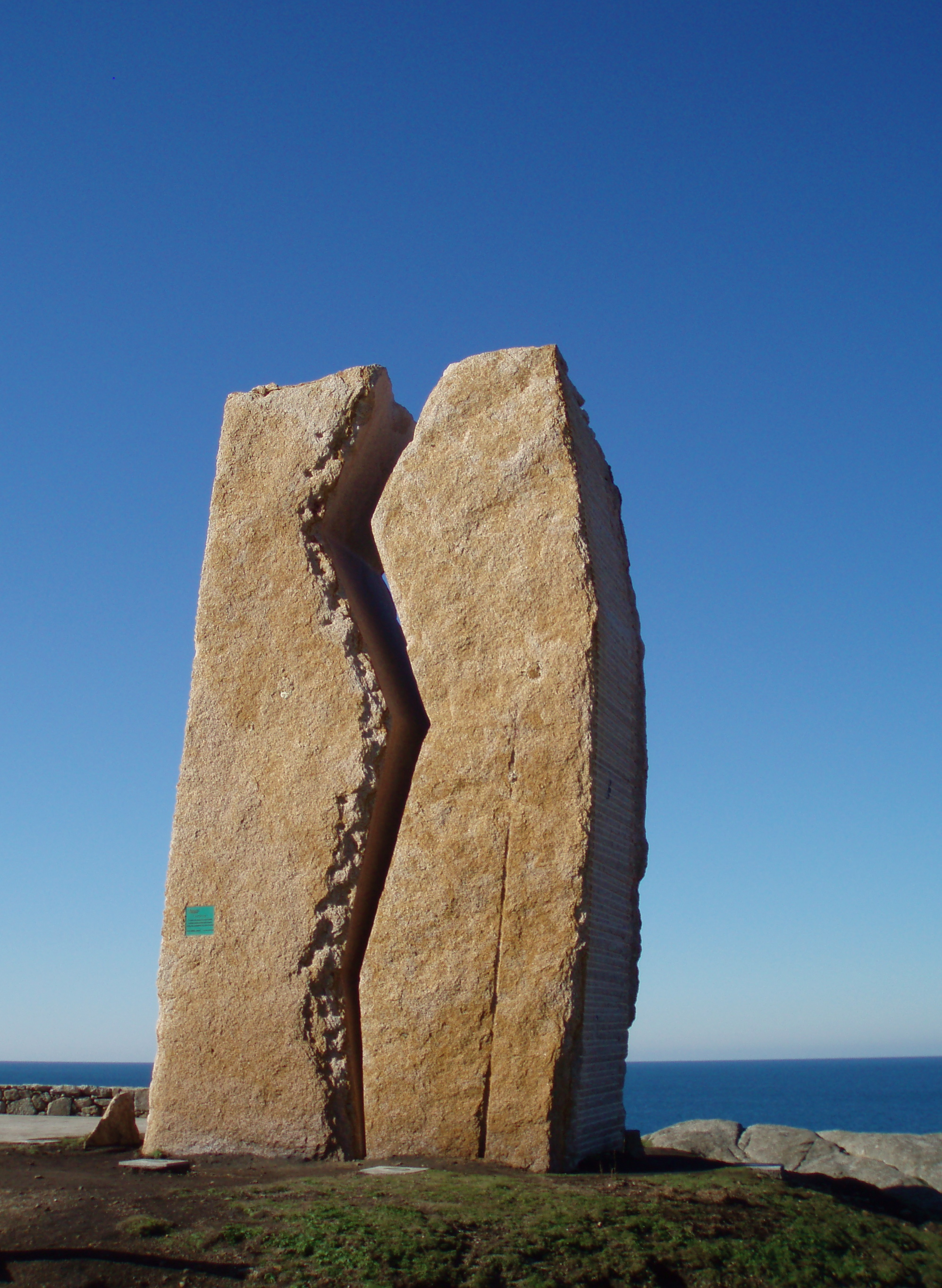
A Ferida (2003)
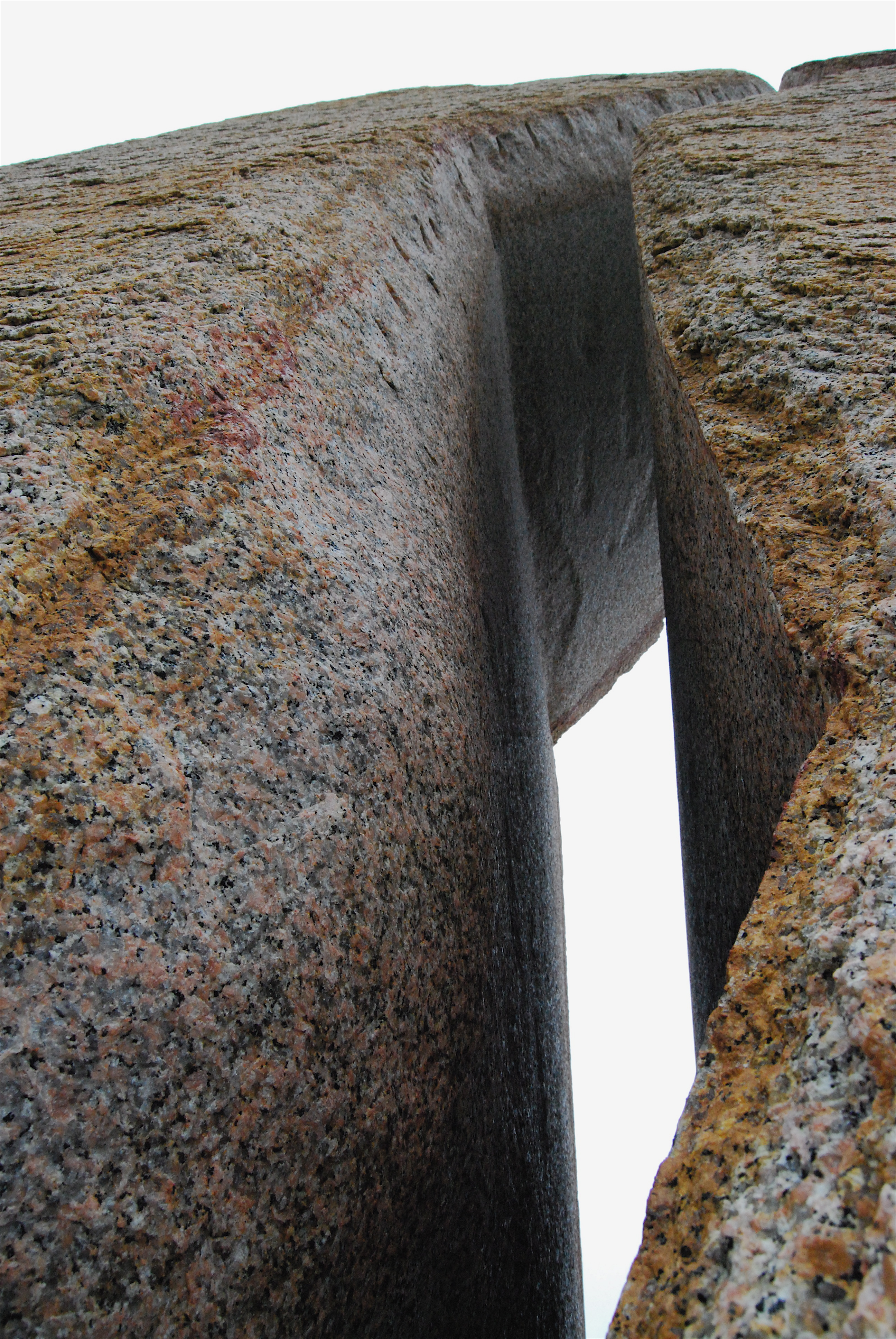
Detail A Ferida (graniet)
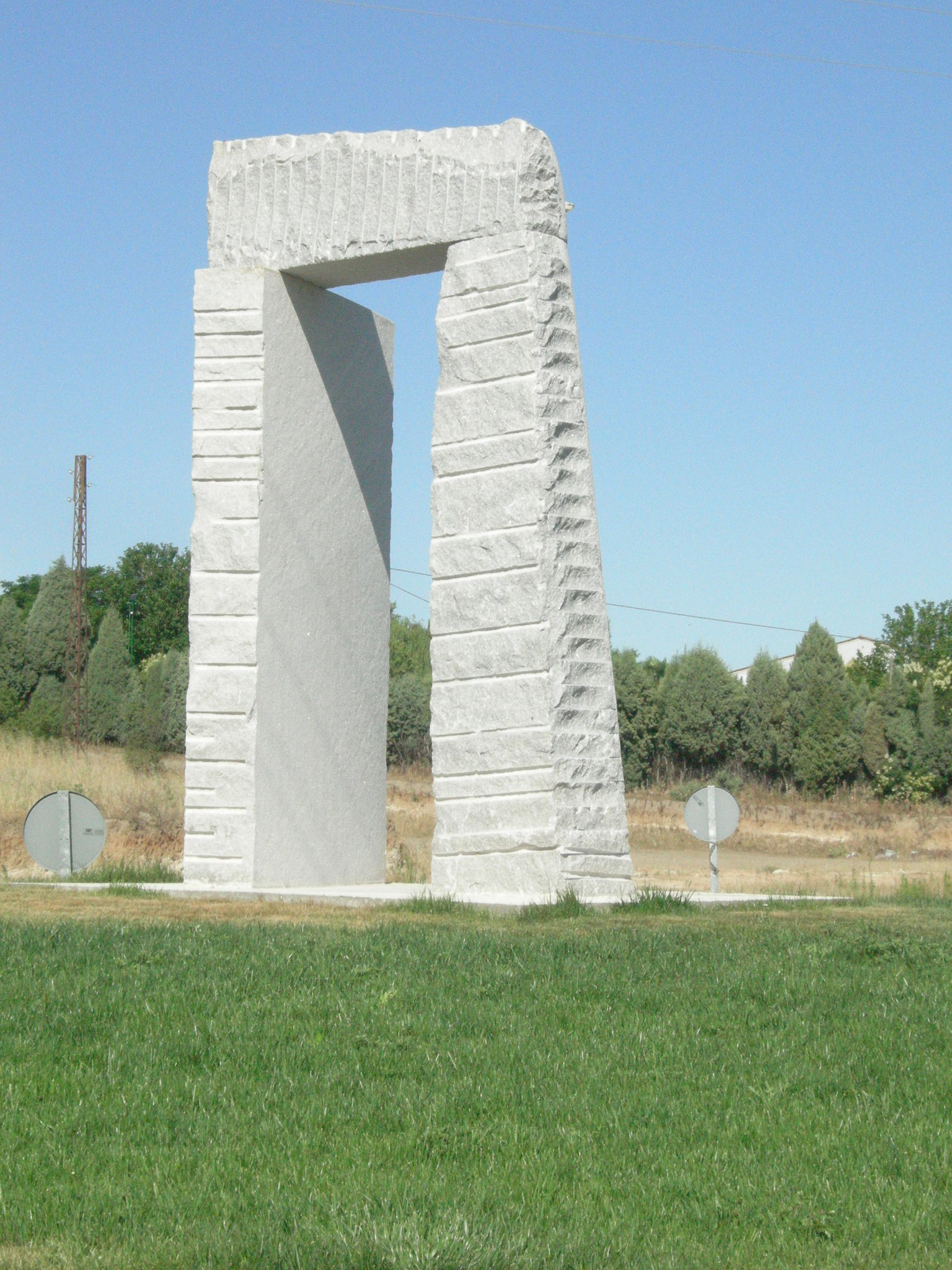
Puerta de Maqueda in Torrijos